# Trembleur Lake Park
Trembleur Lake Park är en park i Kanada.   Den ligger i provinsen British Columbia, i den centrala delen av landet, 3 600 km väster om huvudstaden Ottawa. Trembleur Lake Park ligger 762 meter över havet. Den ligger vid sjön Trembleur Lake.
Terrängen runt Trembleur Lake Park är huvudsakligen kuperad, men åt sydväst är den platt. Trakten runt Trembleur Lake Park är nära nog obefolkad, med mindre än två invånare per kvadratkilometer..
I omgivningarna runt Trembleur Lake Park växer i huvudsak barrskog.